# Listrognathus alticarinatus
Listrognathus alticarinatus är en stekelart som beskrevs av Setsuya Momoi 1966. Listrognathus alticarinatus ingår i släktet Listrognathus och familjen brokparasitsteklar. Inga underarter finns listade i Catalogue of Life.